# خانه و خارج از کشور (فیلم ۱۹۷۸)
خانه و خارج از کشور (به هندی: Des Pardes) و (به انگلیسی: Home and Abroad) فیلمی هندی محصول سال ۱۹۷۸ و به کارگردانی دو آناند است. در این فیلم بازیگرانی همچون دو آناند، تیان آمبانی، محمود علی، پران، آجیت خان، امجد خان، پریم چوپرا، ای. کی. هانگال، شارات ساکسنا و یوسف خان ایفای نقش کرده‌اند.